# アレックス・ダッジ
アレックス・ダッジ（Alex Dodge、1977年11月28日 - ）は、ブルックリン、ニューヨークを拠点に活動するアメリカの芸術家である。ダッジの作品は多くの重要な公的コレクションに収蔵されており、ホイットニー美術館、ニューヨーク、ニューヨーク近代美術館、ニューヨーク、ニューヨーク公共図書館、ニューヨーク、ボストン美術館、マサチューセッツ、およびメトロポリタン美術館、ニューヨークなどが含まれる。アレックス・ダッジはクラウス・フォン・ニヒツザーゲント・ギャラリーおよびソウルのBB&Mに所属している。

## 初期の人生
ダッジはデンバー、コロラド州で育ち、3人兄弟の真ん中の子であった。兄のトモリー・ダッジも芸術家で多作な画家であり、後にダッジが一時期ディレクターを務めたCRGギャラリーで展示を行うことになる。
成長期のダッジは機械や技術全般に早くから興味を示し、しばしば家電製品を分解し、最終的には部品から自分のコンピューターを組み立てるようになった。初期には科学分野、特に海洋生物学、海洋学、最終的には素粒子物理学と宇宙論に関心を持った。高校時代、ダッジは自分の数学能力の限界を認識し、物理学への野心が自分の能力を超えている可能性があることを理解した。この時期に視覚芸術を真剣に考えるようになった。

## 教育
高校時代、ダッジは当時新設された芸術系マグネット・スクールであるデンバー・スクール・オブ・ジ・アーツの初期の生徒の一人であった。ダッジはロードアイランド・スクール・オブ・デザインで絵画を専攻し、2001年に卒業した。
ニューヨークで8年間芸術家として活動した後、ダッジは自身の芸術プロセスにおいてより高度な技術的スキルと理解の必要性を認識した。2009年にMITのメディアラボとニューヨーク大学のITPに出願した。ダッジは2010年から2012年までITPに在籍し、この期間中に論文作品「Kioku: A Semantic Indexing and Exploration Interface for Digital Images」を完成させた。

## 作品
ダッジの作品は、様々な微妙さの度合いで技術と人間の経験との関係を探求してきた。水中プールを描いた一連の作品では、プールの構造のピクセルのようなタイル状の表面による現実の定量化可能またはデジタル的表現と、その上の水面の混沌とした測定不可能に見える身振り的反射とを対比させている。
葛飾北斎の同名作品に基づく『The Adonis Plant』などの他の作品では、ダッジは人間とアンドロイドのハイブリッドの3Dモデルを作成し、北斎の有名な浮世絵春画の構成に従って二次元の構成を作成した。ダッジ版では、2つの人物の情熱的な抱擁において、男性器は複雑に絡み合ったケーブルと配線の束に置き換えられ、両人物の半透明の皮膚は部分的に侵食されて下の機械化された骸骨を露出させている。
ダッジの作品の多くは3Dモデリングやコンピューター生成画像などのデジタルプロセスを使用しているが、しばしば歴史的な芸術制作技術とプロセスを通じて物理的に媒介されている。
2008年のクラウス・フォン・ニヒツザーゲント・ギャラリーでの2回目の個展では、Artforumでレビューされ、芸術家兼ゲームデザイナーの高橋慶太が制作したビデオゲーム塊魂にインスパイアされた絵画が含まれていた。ダッジと高橋は後に友人となり、Soupoutsというプロジェクトで協力することになる。
ダッジは2005年にブルックリンのファインアートプリント出版社Fourth Estateと版画エディションの出版を開始した。彼の版画は早期から成功を収め、多くの個人コレクションや美術館に収蔵された。

## 主な展覧会
2024年
- A Way With Words: Part I, Maki Fine Arts, Tokyo, Japan
- A Way With Words: Part II, Tsutaya Ginza Atrium, Tokyo, Japan

2023年
- Daemon-Haunted World, Klaus von Nichtssagend, New York, NY
- Personal Day, BB&M, Seoul, South Korea

2022年
- We Contain Multitudes: Alex Dodge & Tom LaDuke, Miles McEnery Gallery, NY

2021年
- Maki Fine Arts, Tokyo, Japan

2020年
- Klaus von Nichtssagend, New York, NY

2019年
- The Trauma of Information, Maki Fine Arts, Tokyo, Japan

2018年
- Whisper in My Ear and Tell Me Softly, Klaus von Nichtssagend, New York, NY

2017年
- The Infallibility of Lies, Halsey McKay Gallery, East Hampton, NY

2016年
- “Love May Fail, But Courtesy Will Prevail”, Klaus von Nichtssagend, New York, NY

2014年
- Artists@Grinnell, Bucksbaum Center for the Arts, Grinnell College, Grinnell, IA

2013年
- "Lines and Shapes", Art Bank Collection, United States Department of State, Washington, DC

2012年
- "Cryptograph: An Exhibition for Alan Turing", The Spencer Museum, KS

2010年
- "Generative", Klaus von Nichtssagend, Brooklyn, NY
- "Contemporary Prints", CRG Gallery, New York Contemporary Prints, CRG Gallery, New York
- "Default State Network", Morgan Lehman Gallery, New York, NY

2009年
- "Forth Estate Editions", Rhode Island School of Design Memorial Hall Gallery, RI
- "We’re All Gonna Die", curated by Ron Keyson, Number 35, New York, NY
- "Human Nature Machine", Wonderland Art Space, Copenhagen, Denmark
- "Human Craters", BRIC Rotunda Gallery, NY
- "With Hidden Noise", David Krut Projects, NY

2008年
- "Intelligent Design", Klaus von Nichtssagend, Brooklyn, NY
- "Beyond a Memorable Fancy", EFA Project Space, NY

2006年
- "The Most beautiful Dreams", Klaus von Nichtssagend, Brooklyn, NY
- "CRG Presents: Klaus von Nichtssagend Gallery", CRG Gallery, NY

2005年
- "Greater Brooklyn", CRG Gallery, NY (co-curator)

2004年
- "Multiples", Klaus von Nichtssagend, NY.

## パブリックコレクション
- カンター視覚芸術センター, スタンフォード大学, スタンフォード, CA[20]
- ジュント美術館, ゴンザガ大学, スポケーン, WA[21]
- メトロポリタン美術館, ニューヨーク[5]
- ボストン美術館, マサチューセッツ州[4]
- ニューヨーク近代美術館, ニューヨーク[2]
- ニューヨーク公共図書館, ニューヨーク[3]
- ロードアイランド・スクール・オブ・デザイン, プロビデンス, RI[21]
- ロバート・ハル・フレミング美術館, バーモント大学, バーリントン, VT[21]
- スペンサー美術館, ローレンス, KS[22]
- ホイットニー美術館, ニューヨーク[1]

## スタジオ外での活動

### CRGギャラリー
CRGギャラリーで芸術家で同僚のアートハンドラーであるグレン・バルドリッジと働いている間、2人は「Greater Brooklyn」というタイトルの夏季展覧会を共同企画した。この展覧会は、当時大きく批判されたMoMAPS1での展覧会「Greater New York」への回答であった。この展覧会は、希望する芸術家がメールで送信した画像のみに基づいて企画された。Greater Brooklynは『ニューヨーク・タイムズ』でレビューされ、多くの芸術家のキャリアの開始に役立った。

ダッジとバルドリッジは最終的にCRGギャラリーの共同ディレクターとなり、若い芸術家たちとともにギャラリーのプログラムの拡張を支援した。ダッジは2009年に大学院進学のためギャラリーでの職を離れた。

### ブルックリン・リサーチ
2012年にニューヨーク大学を卒業後すぐに、ダッジは同級生のジョニー・ルーとエゼル・ロンギヌスとパートナーシップを組み、ブルックリンにブルックリン・リサーチ、コワーキングスペースと技術コンサルタンシーを設立した。このスペースは急速に拡大し、オライリー・メディアのAtlasグループなどの研究チームや多数の独立研究者の拠点となった。ダッジ、ルー、ロンギヌスが率いるコンサルタンシーは、ニューエラ、ベライゾン、ターゲット、ヘルムート・ラング、サムスンなどのクライアントのプロジェクトを完了した。